# گولیوکوو
گولیوکوو (انگلیسی: Gulyukovo) یک شهرک در شهرستان دیورتیورلینسکی در استان باشقیرستان کشور روسیه است.